# Justina Machado
Justina Machado (6 de setembro de 1972) é uma atriz americana de Porto Rico, que ficou conhecida por interpretar Vanessa Diaz na série Six Feet Under, Brenda na série Queen of the South e Penélope Alvarez na série original Netflix, One Day at a Time.

## Filmografia

### Filmes
| Ano  | Título                       | Papel                     | Notas          |
| ---- | ---------------------------- | ------------------------- | -------------- |
| 1997 | She's So Lovely              | Carmen Rodriguez          |                |
| 1998 | The Week That Girl Died      | Marita                    |                |
| 1999 | Swallows                     | America                   |                |
| 2000 | Following Paula              | Paula Ormida              | Curta-metragem |
| 2001 | Sticks                       | Maria                     |                |
| 2001 | A.I. Artificial Intelligence | Assistente                |                |
| 2002 | Dragonfly                    | Oncology Desk Nurse       |                |
| 2002 | Full Frontal                 | Amiga de Linda na cozinha |                |
| 2003 | Final Destination 2          | Isabella Hudson           |                |
| 2004 | Torque                       | Henderson                 |                |
| 2006 | Little Fugitive              | Natalia                   |                |
| 2007 | I Think I Love My Wife       | Paramédico                |                |
| 2008 | The Accidental Husband       | Sofia                     |                |
| 2008 | Breast Pump & Blender        | Lizzie                    | Curta-metragem |
| 2008 | Man Maid                     | Terressa                  |                |
| 2008 | Pedro                        | Mily                      |                |
| 2009 | In the Electric Mist         | Rosie Gomez               |                |
| 2013 | The Call                     | Rachel                    |                |
| 2014 | Endgame                      | Karla                     |                |
| 2014 | The Purge: Anarchy           | Tanya                     |                |

### Television
| Ano        | Episódio                           | Papel                           | Notas |
| ---------- | ---------------------------------- | ------------------------------- | --- |
| 1993       | ABC Afterschool Special            |                                 | Episodio: "Love Hurts"                                                                                                 |
| 1993       | Missing Persons                    | Juanita Gonzales                | Episódio: "That's My Sister, Pal"                                                                                      |
| 1996       | NYPD Blue                          | Elsa                            | Episódio: "Burnin' Love"                                                                                               |
| 1996       | Second Noah                        | Roxanna                         | Episódio: "Second Noah"                                                                                                |
| 1996       | No One Would Tell                  | Val Cho                         | Filme da TV |
| 1997       | ER                                 | Ms. Cruz                        | Episódio: "Ambush" |
| 1997       | Moloney                            |                                 | Episódio: "I'm Ambivalent About L.A."                                                                                  |
| 1997       | Crisis Center                      | Raquel                          | Episódio: "He Said, She Said"                                                                                          |
| 1997       | Arsenio                            | Anna Montez                     | Episódio: "We Can Still Be Friends"                                                                                    |
| 1997       | Goode Behavior                     | Raquel DeLarosa                 | Papel recorrente (5 episódios)                                                                                         |
| 1998       | The Gregory Hines Show             | Maria                           | Episódio: "James Stevenson Stands Alone"                                                                               |
| 1998       | Any Day Now                        | Olivia                          | Episódio: "It's Who You Sleep With"                                                                                    |
| 1998       | Touched by an Angel                | Marisol                         | Episódio: "An Angel on the Roof"                                                                                       |
| 1998       | Malcolm & Eddie                    | Laura Morales                   | Episódios: "Love Thy Neighbor", "The Fool Monty"                                                                       |
| 1999       | Promised Land                      | Roxie Kahle                     | Episódio: "Darkness Visible"                                                                                           |
| 1999       | Early Edition                      | Laura                           | Episódio: "Camera Shy"                                                                                                 |
| 1999–2000  | Oh Baby                            | Mona                            | Episódios: "Guilt", "Friendship", "Cinderella"                                                                         |
| 2000       | Angel                              | Jo                              | Episódio: "Judgment"                                                                                                   |
| 2001–2005  | Six Feet Under                     | Vanessa Diaz                    | Papel secundário (42 episódios) Screen Actors Guild Award for Outstanding Performance by an Ensemble in a Drama Series |
| 2002       | The Johnny Chronicles              | Marisol                         | Filme de TV |
| 2002       | Strong Medicine                    |                                 | Episódio: "Type & Cross"                                                                                               |
| 2003–2004  | Missing                            | Sunny Estrada                   | Papel principal (17 episódios)                                                                                         |
| 2006       | Alpha Mom                          |                                 | Filme de TV |
| 2006       | Ghost Whisperer                    | Suzanne                         | Episódio: "Demon Child"                                                                                                |
| 2006       | Fatal Contact: Bird Flu in America | Alma Ansen                      | Filme de TV |
| 2006       | Grey's Anatomy                     | Anna Nyles                      | Episódio: "Oh, the Guilt"                                                                                              |
| 2007       | Cold Case                          | Amelia Lopez                    | Episódio: "The Good Death"                                                                                             |
| 2007       | Ugly Betty                         | Cousin Clara                    | Episódios: "A Tree Grows in Guadalajara", "Family/Affair"                                                              |
| 2008       | Man of Your Dreams                 | Sheryl                          | Filme de TV |
| 2008       | Kath & Kim                         | Angel                           | Episódios: "Old", "Money"                                                                                              |
| 2009       | ER                                 | Claudia Diaz                    | Papel principal (8 episodes)                                                                                           |
| 2009–2010  | Three Rivers                       | Pam Acosta                      | Papel principal (13 episodes)                                                                                          |
| 2010       | Burn Notice                        | Lauren                          | Episódio: "Neighborhood Watch"                                                                                         |
| 2010       | Bones                              | Lupe Rojas                      | Episódio: "The Couple in the Cave"                                                                                     |
| 2011       | Off the Map                        | Teresa                          | Episódio: "Hold on Tight"                                                                                              |
| 2011       | The Protector                      | Marisol Casas                   | Episode: "Blood" |
| 2011       | Body of Proof                      | Emily Burrows                   | Episódio: "Lazarus Man"                                                                                                |
| 2011       | Harry's Law                        | Counsel                         | Episódio: "American Girl"                                                                                              |
| 2012       | Desperate Housewives               | Claudia Sanchez                 | Episódios: "Who Can Say What's True?", "What's the Good of Being Good"                                                 |
| 2012       | Switched at Birth                  | Nurse Britzia Munoz             | Episódios: "Starry Night", "The Art of Painting"                                                                       |
| 2012–2013  | Private Practice                   | Stephanie Kemp                  | Papel recorrente (6 episodes)                                                                                          |
| 2013       | The Fosters                        | Sonia Rivera                    | Episódios: "Saturday", "The Fallout", "I Do"                                                                           |
| 2013       | Welcome to the Family              | Lisette Hernandez               | Episódios: "1.1", "1.2"                                                                                                |
| 2013       | Murder Police                      | Rosa Sanchez                    | TV series |
| 2014       | Major Crimes                       | Ana Ruiz                        | Episódio 13, Season 3                                                                                                  |
| 2015       | Devious Maids                      | Reina                           | Episódios: "She Done Him Wrong", "The Turning Point"                                                                   |
| 2016       | Heartbeat                          | Beth / Emily                    | Episódio: "Twins" |
| 2016–2019  | Jane the Virgin                    | Darci Factor                    | Papel recorrente |
| 2016, 2019 | Queen of the South                 | Brenda                          | Papel principal (Temp 1); 13 episódios Convidado (Temp 4); 2 episodes                                                  |
| 2017–2020  | One Day at a Time                  | Penelope Alvarez                | Main role; 45 episódios Nomeado para - Critics' Choice Television Award for Best Actress in a Comedy Series            |
| 2019       | Family Pictures                    | Sylvie                          | Television film |
| 2019       | Superstore                         | Maya                            | 3 Episódios: "Trick-or-Treat", "Shoplifter Rehab", "Negotiation"                                                       |
| 2020       | Dancing with the Stars             | Herself                         | Concorrente na Temporada 29                                                                                            |
| 2023       | Lopez vs Lopez                     | Beatrice "Bunny" Perez          | Episódio: "Lopez vs Cheating"                                                                                          |
| 2023       | Law & Order                        | Defense Attorney Lauren Whitmer | Episódio: "Class Retreat"                                                                                              |
| 2023       | The Horror of Dolores Roach        | Dolores Roach                   | Papel principal, 8 episódios                                                                                           |
| 2025       | Happy's Place                      | Maritza                         | Temporada 1 episódio 13 "Mama Drama"                                                                                   |
| 2025       | Pulse                              | Natalie Cruz                    | Elenco principal |

### Dublagem
| Ano       | Título          | Papel      | Notas                          |
| --------- | --------------- | ---------- | ------------------------------ |
| 2016-2017 | Elena of Avalor | Carmen     | Elenco Recorrente; 7 episódios |
| 2016      | Gears of War 4  | Reyna Diaz | Video Game                     |